# El martirio de san Sebastián (Pollaiuolo)
El martirio de san Sebastián es una pintura sobre tabla de 291,5 centímetros de alto y 202,6 cm de ancho, obra de los pintores italianos Piero y Antonio Pollaiuolo. Se conserva en la National Gallery de Londres (Reino Unido). Puede datarse de alrededor del año 1475. 
Se representa el martirio de san Sebastián en un momento anterior al usual. Normalmente se le representa ya traspasado de flechas. Aquí viene representado cuando se las están lanzando, lo que da la oportunidad a los pintores a lucir su capacidad para representar la anatomía humana en diversas posturas: unos arqueros vueltos de espalda, otros de perfil, tres cuartos o mirando de frente. Antonio del Pollaiuolo eran también escultor en bronce, lo que se nota en los arqueros, que parecen estatuillas de ese material. El tema de san Sebastián era popular por dos motivos. En primer lugar, como protector contra la peste, era frecuente su veneración en esta época llena de epidemias. En segundo lugar, ofrecía una oportunidad de representar un desnudo masculino.
Destaca la figura del santo, tomada desde un punto de vista muy bajo, de manera que parece sobresalir. También llama la atención el detallado paisaje típicamente toscano que hay a sus espaldas. Se cree que esto obedece a la influencia de Antonello da Messina.